# St. Margareth (Zwergern)

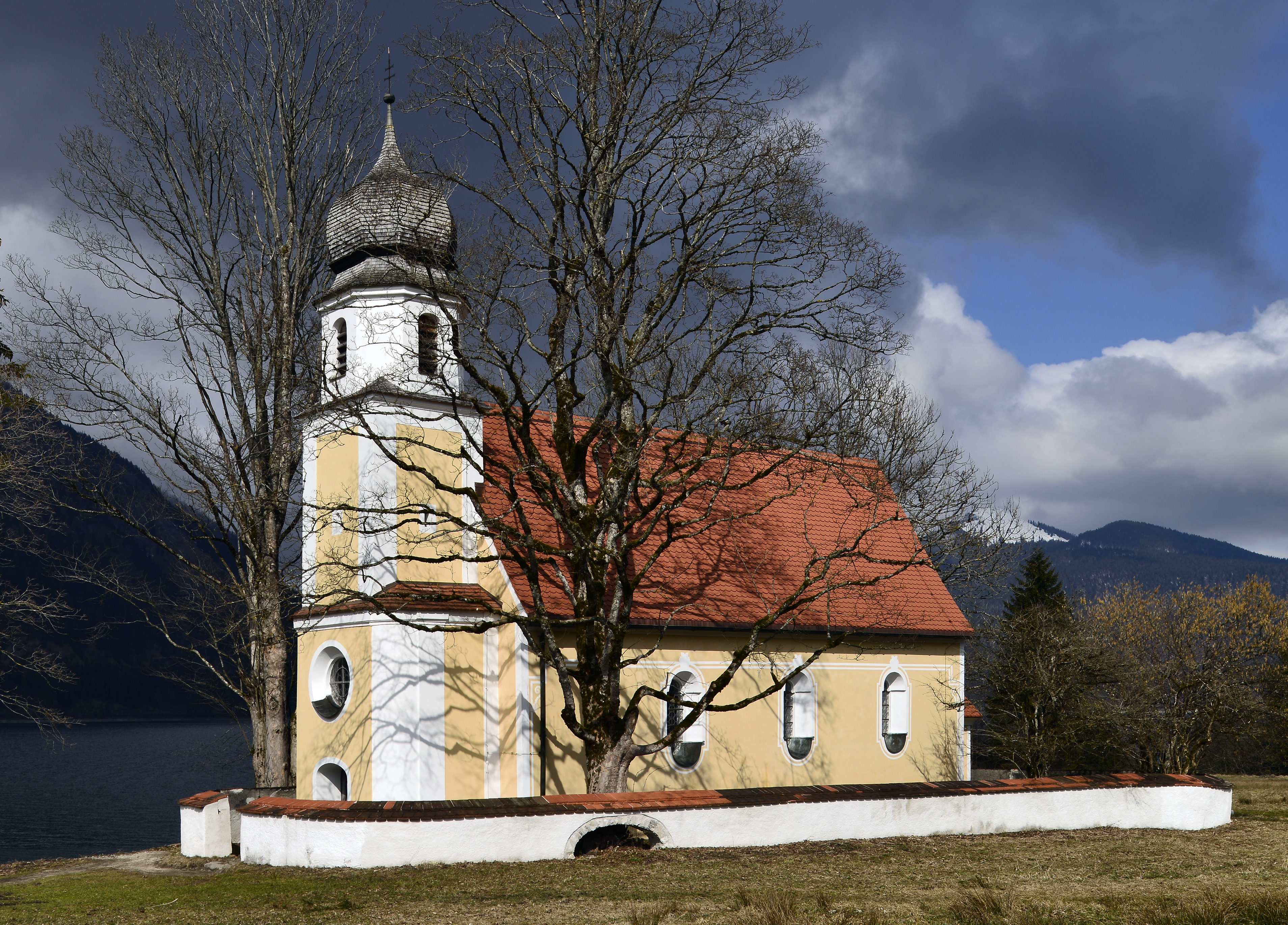
St. Margareth von Süden

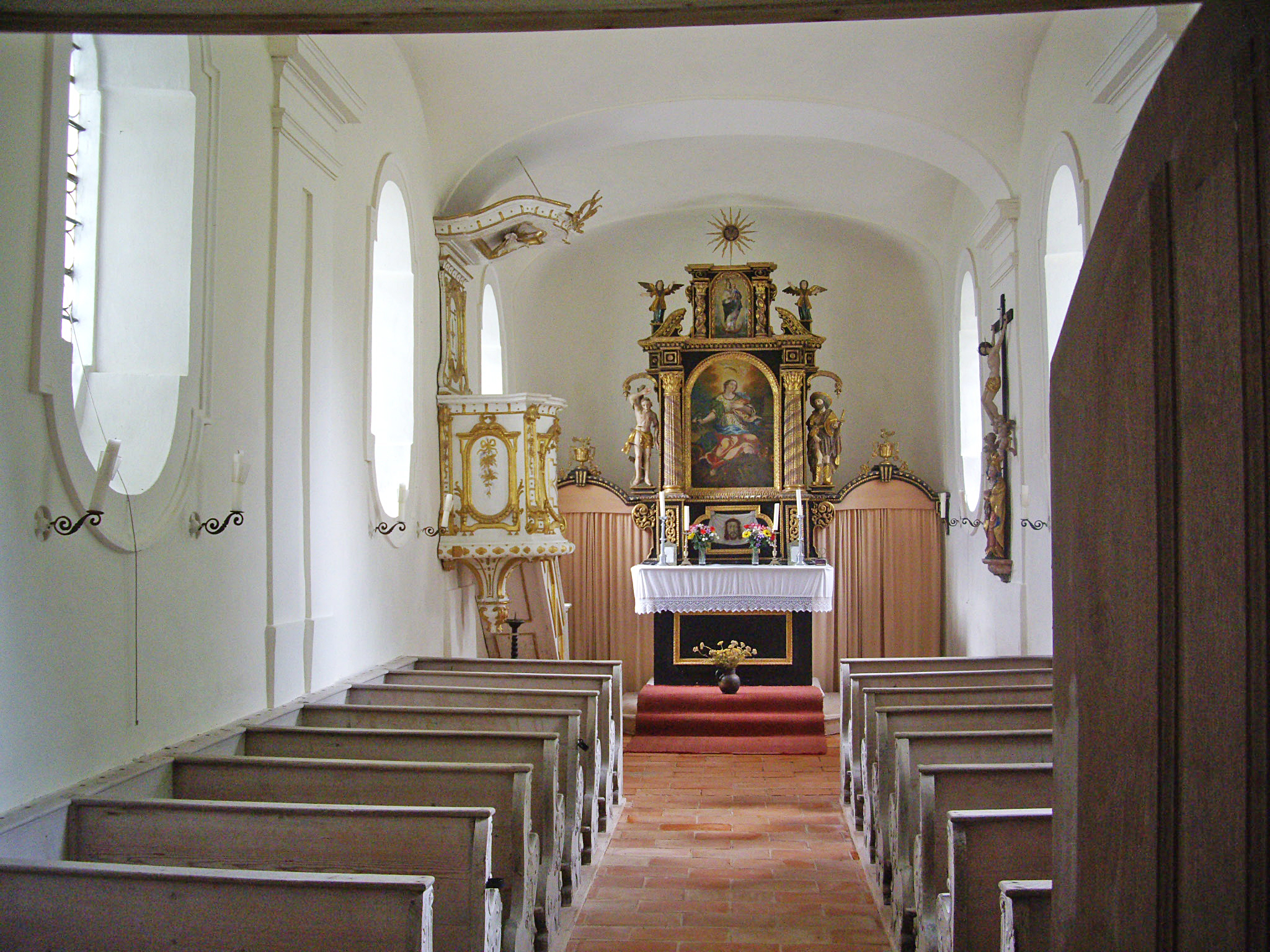
Innenansicht

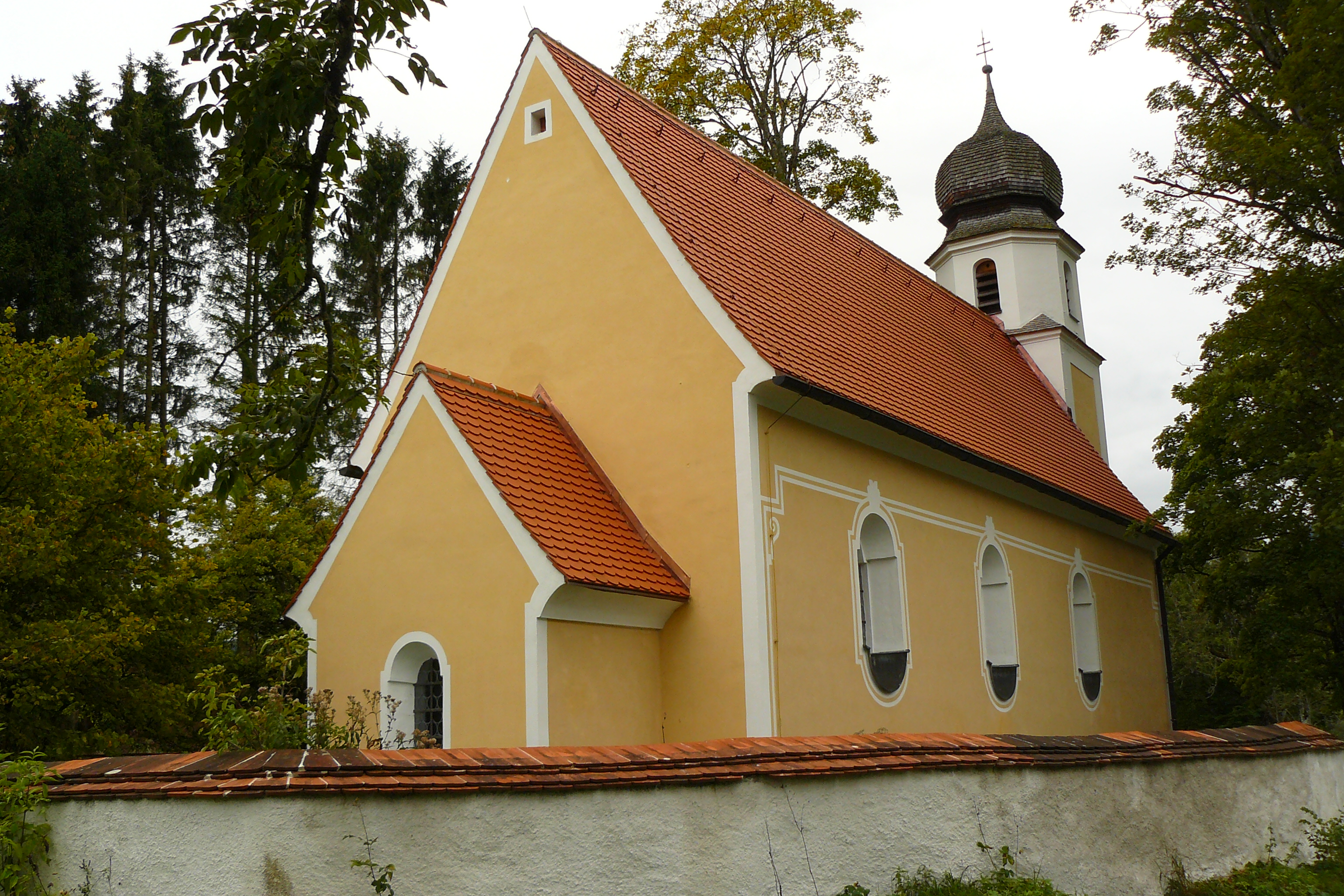
St. Margareth von Norden

Die römisch-katholische Filialkirche St. Margareth steht im Kochler Ortsteil Zwergern im oberbayerischen Landkreis Bad Tölz-Wolfratshausen am Ufer des Walchensees. Das denkmalgeschützte Gotteshaus liegt als Teil der Pfarrei St. Ulrich Walchensee im Dekanat Benediktbeuern des Bistums Augsburg. Die Adresse lautet Zwergern 5, 82432 Kochel am See.

## Geschichte
Die Kirche wurde im Auftrag der Augustiner-Chorherren des Klosters Schlehdorf erbaut und am 1. August 1344 durch einen Vertreter des Bischofs von Freising geweiht. Einmal im Monat zelebrierte hier ein Pater aus Schlehdorf die heilige Messe. Um 1670 wurde die Kirche barockisiert: die Fenster wurden vergrößert und der heutige Altar aufgestellt. Im Jahr 1778 erfolgte ein weiterer Umbau: Man errichtete den heutigen Zwiebelturm, baute die heutige Kanzel ein und die Holzdecke wurde durch ein Gewölbe ersetzt. Aus dem ausgebauten Holz entstanden die Kirchenbänke. Bei der Säkularisation wurde die Kirche als „entbehrlich“ eingestuft und am 10. Juni 1807 von den drei Bauern aus Zwergern ersteigert unter der Auflage, sie nicht als Kapelle zu verwenden. Ab 1819 wurden jedoch wieder Gottesdienste in St. Margareth gefeiert. Ein knappes Jahrhundert später, im Jahr 1902 traten die drei Bauern, bzw. deren Nachkommen die Kirche zur Instandsetzung an den Freistaat Bayern ab, das Recht zur Feier von Gottesdiensten übernahm die Pfarrei Walchensee. Im Jahr 2014 führte das Staatliche Bauamt eine Sanierung des Daches und der Außenfassade durch.

## Beschreibung und Ausstattung
In der barockisierten Saalkirche mit Zwiebelturm im Westen ist im gerade abgeschlossenen Chor noch ein Fresko aus der Entstehungszeit der Kirche erhalten. Am Altar stehen Figuren der heiligen Sebastian und Rochus, das 1735 gemalte Altarbild zeigt die heilige Margaretha. Neben dem Hauptaltar befinden sich in der Kirche noch die Kanzel (Nordwand) und letzterer gegenüber ein Kruzifix.